# Michal Vostřez
Michal Vostřez (* 17. května 1952 Praha) je český režisér, filmový scenárista, herec a filmový producent (Studio Můstek). Zároveň je tvůrcem i producentem řady dokumentů pro veřejnoprávní média i zahraniční subjekty. Je známý rovněž jako režisér českého znění seriálů BBC, jako například Jistě, pane ministře, Jistě pane premiére (oceněno cenou Františka Filipovského), dále MI5, Červený trpaslík, Haló, haló, Sherlock, Děsivé dějiny filmů Králova řeč, Vítejte u Chtisů, a mnoha dalších.
Byl kooptován v roce 1989 jako poslanec do ONV Praha 1 za OF, a dále zvolen do Rady MČ Praha 1 1990–1994 a jako zastupitel v letech za IPO 1998–2002 tamtéž.
V roce 2011 kandidoval na ředitele České televize, z výběrového řízení byl ale pro formální nedostatky přihlášky vyřazen. O tři roky později kandidoval za volební uskupení „My, co tady žijeme“ (koalice STAN, KDU-ČSL a Iniciativy Občanů) do zastupitelstva Prahy 1, zvolen ale také nebyl.

## Filmografie

### Režie

#### Filmy
- 1978 Pohár pro vítěze

#### Dokumenty
- 1995 Causa Tlustec
- 1996 Kam spěje české zdravotnictví
- 2001 Cestománie – Dva ráje
- 2003 Omlazení starci
- 2008 Pohádka z lásky
- 2008 Mediaresearch
- 2008 Nová sága rodu Forsythů
- 2009 Po 60 letech

### Pomocná režie / II. režisér
- 1980 Něco je ve vzduchu
- 1981 Opera ve vinici
- 1982 Neúplné zatmění
- 1983 Radikální řez
- 1984 Džusový román
- 1985 Prodloužený čas
- 1986 Kam doskáče ranní ptáče
- 1988 Náhodou je prima
- 1989 Dotyky
- 1989 Muka obraznosti

### Asistent režie
- 1971 Hráč
- 1971 Šest medvědů s Cibulkou
- 1975 Smrt krásných srnců
- 1978 Mladý muž a bílá velryba

### Herec
- 1971 Šest medvědů s Cibulkou
- 1989 Dotyky

## Režie českého znění (výběr)

### Filmy
- 2011 Vítejte u Chtisů
- 2012 Králova řeč

### Seriály
- 1996–1997 Haló, haló
- 1999 Červený trpaslík
- 2000 Jistě, pane ministře
- 2000 Jistě, pane premiére
- 2004–2013 MI5